# Амвросий (Парашкевов)
Митрополит Амвросий (в миру Александр Александров Парашкевов; 9 июня 1942, Свиштов — 18 августа 2020, Силистра) — епископ Болгарской православной церкви, митрополит Доростольский.

## Биография
Среднее образование получил в родном городе. Впоследствии окончил Высший химико-технологический институт в Софии.
В 1983 году поступил в Софийскую духовную академию Климента Охридского, которую окончил в 1987 году.
13 августа 1983 года в Клисурском Кирилло-Мефодиевском монастыре в краю Берковица митрополитом Видинским Филаретом пострижен в монашество с именем Амвросий. 19 октября того же года в Чипровском Иоанно-Рыльском монастыре тем же владыкой был рукоположен в иеродиаконский сан.
С 1 ноября 1983 года по 1 декабря 1984 года служил епархиальным диаконом Видинской епархии.
В 1984 году митрополитом Видинским Филаретом в Клисурской обители был рукоположен во иеромонаха.
С 1 декабря 1984 до 3 февраля 1988 года пребывал и служил в Клисурском монастыре, одновременно заботился о богослужебных нуждах различных приходов Берковского благочиния.
По решению Священного Синода 29 июня 1989 года митрополитом Видинским Дометианом был возведён в архимандритское достоинство.
С 3 февраля 1988 года до 1 апреля 1994 года был игуменом Лопушанского Иоанно-Предтеченского монастыря.
После возникновения в 1992 году раскола в Болгарской Православной Церкви примкнул к «альтернативному» Синоду.
3 апреля 1994 года в Чекотинском Михаило-Архангельском монастыре был хиротонисан во епископа с назначением митрополитом Видинским. Рукоположение возглавил предстоятель Альтернативного синода митрополит Неврокопский Пимен (Энев). Резиденция Амвросия располагалась в Берковице, так как видинское священство не допустило его на кафедру.
По решению проходившего в Софии Всеправославного Собора 30 сентября — 1 октября 1998 года был принят в каноническое общение с Болгарской Церковью с признанием «по крайнему снизхождению» порлученного в расколе епископоского сана с назначением титулярным епископом Браницким.
С июня 1999 года до 1 июля 2004 года был викарием Видинской епархии с правом пребывания на территории епархии. В тот же период времени исполнял должность игумена Клисурского монастыря, успев окончить ремонт и стабилизировать финансовое положение.
1 июля 2004 года был назначен викарием Врачанской кафедры.
17 января 2010 года избран, а 24 января того же года утверждён митрополитом Доростольским.
18 июля 2013 года решением Священного Синода БПЦ назначен временно управляющим Варненской епархией. Управлял кафедрой до 22 декабря 2013 года.
С 18 февраля по 23 марта 2014 года временно управлял Русенской епархией.
Скончался 18 августа 2020 года в Силистре от коронавируса и сопутствующих заболеваний.